# Prevešt (gmina Rekovac)
Prevešt (cyr. Превешт) – wieś w Serbii, w okręgu pomorawskim, w gminie Rekovac. W 2011 roku liczyła 252 mieszkańców.